# Cirolana pleonastica
Cirolana pleonastica là một loài chân đều trong họ Cirolanidae. Loài này được Stebbing miêu tả khoa học năm 1900.